# Lasius epicentrus
Espèce
Lasius epicentrus est une espèce fossile d'insectes hyménoptères fourmis de la sous-famille des Formicinae et du genre Lasius.

## Classification
L'espèce Lasius epicentrus est décrite en 1937 par le paléontologue français Nicolas Théobald (1903-1981) dans sa thèse,. 

### Fossiles
L'holotype Am7 ♂, de l'ère Cénozoïque, et de l'époque Stampien (33,9 à 28,1 Ma.) vient des collections du Muséum national d'histoire naturelle de Paris et du gypse d'Aix-en-Provence.

### Confirmation du genreLasius
L'espèce Lasius epicentrus est confirmée dans le genre Lasius en 2012 par le myrmécologue anglais Barry Bolton (1938-).  

### Étymologie
L'épithète spécifique epicentrus signifie en latin « épicentre ».

## Description

### Caractères
La diagnose de Nicolas Théobald en 1937, : Pour l'holotype mâle Am7 

« Insecte brunâtre à ailes transparentes. Tête élargie à l'arrière, rétrécie à l'avant; mandibules petites, à peine proéminentes; antennes insérées en arrière et sur les bords du clypeus; scape assez allongé; deux gros yeux saillants; ocelles non visibles. Cou net. Thorax ovale, scutellum grand; pétiole formé d'un seul article transversal; abdomen ovale, six segments. Pattes courtes, à cuisses assez fortes. Ailes transparentes, à nervation caractéristique du genre Lasius; une cellule discoïdale, losangique; une cellule cubitale fermée; stigma noir et court. ».

### Dimensions
La longueur totale est de 6,25 mm.

### Affinités
« Les caractères sont assez bien conservés pour que l'on puisse ranger l'échantillon dans le g. Lasius. Lasius crinitus Smith du Kashmir est parmi les espèces actuelles la plus voisine. Les Lasius de nos régions ont tous une taille moindre. L'échantillon diffère des espèces de l'ambre par ses plus grandes dimensions. ».

### Publication originale
- [1937] Nicolas Théobald, « Les insectes fossiles des terrains oligocènes de France 473 p., 17 fig., 7 cartes,13 tables, 29 planches hors texte », Bulletin Mensuel de la Société des Sciences de Nancy et Mémoires de la Société des sciences de Nancy, Imprimerie G. Thomas,‎ 1937, p. 1-473 (ISSN 1155-1119 et 2263-6439, OCLC 786027547). .